# Banehældning
Banehældning er det ene af de i alt seks baneparametre som man bruger indenfor himmelmekanikken til éntydigt at beskrive en ellipse-formet omløbsbane, for eksempel den bane et rumfartøj eller Månen følger omkring Jorden. Inklinationen i er vinklen mellem baneplanet for det mindre legemes omløbsbane, og et veldefineret referenceplan — typisk ekliptikas plan eller ækvatorplanet for det større himmellegeme.
På illustrationen til højre kredser det lille himmellegeme A omkring det større legeme B. Baneplanet D skærer referenceplanet C langs den såkaldte knudelinje (den grønne streg), og det er langs denne knudelinje at man finder banehældningens vinkel.

## Inklination
Banehældning kaldes undertiden også for inklination, men dette ord bruges også om hældningen på et himmellegemes rotationsakse, samt vinklen mellem dobbeltstjerners indbyrdes baneplan og sigtelinjen fra Jorden til dobbeltstjernen.

## Prograd og retrograd omløbsretning
Selv om man med de tre vinkler for banehældning, periapsisargument og den opstigende knudes længde præcist kan fastslå ellipsebanens rumlige orientering, så kan det mindre af de to himmellegemer jo bevæge sig i to retninger langs banen; prograd og retrograd, eller populært sagt henholdsvis "mod" og "med uret".
Formelt har man defineret, at hvis det mindre legeme bevæger sig samme vej rundt om det store legeme som det store roterer om sig selv, er omløbsretningen prograd. Objekter med prograd omløbsretning har en banehældning mellem 0 og 90 grader, mens objekter med retrograd omløbsretning kan kendes på at deres banehældning er mellem 90 og 180 grader.